# Twilight Zone (flipperkast)
Twilight Zone (vaak afgekort tot TZ) is een flipperkastspel uit 1993, gebaseerd op de televisieserie The Twilight Zone. De flipperkast is ontworpen door Pat Lawlor en uitgebracht door Midway.

## Ontwerp
Na het enorme succes van de The Addams Family-flipperkast gaf Midway Lawlor volledige controle over het ontwerp van hun volgende spel. Het resultaat, Twilight Zone, wordt door flipperkastspelers vaak gezien als een van de meest complexe flipperkastspellen ooit.
Naast de traditionele muziek uit de originele televisieserie gebruikt het spel ook muziek van het nummer "Twilight Zone", van de band Golden Earring.

## Single-Ball Modes
Twilight Zone bevat vijftien single-ball-"modes". Veertien hiervan worden weergegeven als panelen in het midden van het speelveld. Het doel van deze modes is alle panelen op te doen lichten om zo het "Lost in the Zone" spel te activeren.
Om de panelen op te doen lichten bestaan verschillende methodes, waaronder het raken van de slotmachine of de piano.
De panelen zijn als volgt:
- 10 Million Points — geeft 10 miljoen punten
- Lite Gumball — hierdoor licht de kauwgombalautomaat op, waarna spelers moeten proberen de bal hierin te schieten.
- Town Square Madness — tijdmode. Alle doelen in het spel krijgen tijdelijk een extra waarde.
- Fast Lock — een radio speelt een clip van Pat Lawlors vorige spellen, met een jackpotwaarde als "frequency". Door de bal in het slot te schieten krijgt de speler de jackpot en activeert de three-ball-multiballmode.
- Super Skill Shot — hierdoor licht de Super Skill Shot op. Hiermee kunnen bonussen worden behaald door de bal op een speciale manier weg te schieten.
- Super Slot — tijdmode. Door de bal in de slot machine te schieten worden extra punten toegekend.
- Lite Extra Ball — het lampje "Extra Ball" gaat branden.
- The Camera — de camera gaat aan. Door de bal hierin te schieten kan een willekeurige prijs worden toegekend zoals "20 miljoen punten", "Lite Outlanes", "Clock 10 miljoen", "Collect Bonus", "3X Town Square", en "10 Hitchhikers".
- The Spiral — tijdmode. Door de bal tegen de spiraalvormige magneet te schieten zijn extra punten te verdienen.
- Clock Millions — tijdmode. Door de bal tegen de klok te schieten krijgt de speller 1 miljoen punten maal de positie van de wijzers op de klok.
- Battle The Power — activeert de mode "Battle the Power".
- Greed — Tijdmode. Alle 5-miljoen-punten-doelwitten worden geactiveerd.
- Hitch-Hiker — geeft twee miljoen punten voor elke lifter die de speller oppikt in het spel.
- Clock Chaos — Tijdmode. De klok start op 6:00 en begint terug te tellen. Door te klok te raken krijgt de speler 1 miljoen punten maal de positie van de wijzers. De mode eindigt als de klok op 12:00 staat.

De "Battle the Power" mode wordt niet door een van de panelen aangegeven.

## Multiball
Het spel kent verschillende multiballmodes:
- Standaard Multiball (3-ballen) — de standaard multiball kan op meerdere manieren worden vrijgespeeld. Het is mogelijk om 3 ballen te locken, waarna de multiball geactiveerd wordt. Ook is het mogelijk om 1 bal te locken en de tweede bal door de linker ramp te schieten. Het nadeel van de tweede manier, is dat de jackpot een stuk lager zal zijn dan de eerste optie. Vanuit de standaard jackpot is het mogelijk om de jackpot te halen (door de bal in de piano te schieten). Deze is weer te relitten, wanneer er een bal in de camera wordt geschoten.
- Powerball Mania (3-ballen) — Powerball Mania wordt gestart wanneer de speler met succes de powerball in kauwgumballenautomaat schiet. Met deze mode is het de bedoeling om de jackpot te halen door de "Battle The Power" te halen.
- Fast Lock Multiball (3-ballen) — zie de beschrijving bij de single-ballmodes.
- Lost in the Zone (6-ballen) — de sterkste speelmode van het spel. Deze mode kan worden geactiveerd door alle panelen op te doen lichten, en dan de deurknop te raken. De speler krijgt 1 minuut lang 6 ballen in het speelveld (deze worden steeds aangevuld), waarna het spel stopt en er weer opnieuw alle panelen opgelicht moeten worden.